# Pienice (Mazovie)
Pour les articles homonymes, voir Pienice.
Pienice (prononciation : [pjɛˈnit͡sɛ]) est un village polonais de la gmina de Krasnosielc dans le powiat de Maków de la voïvodie de Mazovie dans le centre-est de la Pologne.
Il se situe à environ 4 kilomètres au nord-est de Krasnosielc (siège de la gmina), 21 kilomètres au nord-est de Maków Mazowiecki (siège du powiat) et à 92 kilomètres au nord de Varsovie (capitale de la Pologne).

## Histoire
De 1975 à 1998, le village appartenait administrativement à la voïvodie d'Ostrołęka.